# Serej
Serej (bürgerlicher Name Cedric Marti; * 20. April 1977) ist ein Schweizer Rapper und Musiker aus Bern.

## Leben
Cedric Marti ist zusammen mit seinem jüngeren Bruder Etienne (Diens) Teil von Wurzel 5 und mit Wurzel 5 ein (Band)-Bestandteil der Chlyklass-Crew.
Er ist Lehrer von Beruf.

## Werke als Solokünstler
Am 14. September 2018 veröffentlichte er sein Solo-Album I hane Idee gha  (Bestplatzierung: Top 26 der CH-Album-Charts 2018).